# Aura Celina Casanova
Aura Celina Casanova là một chính trị gia Venezuela, người phụ nữ đầu tiên ở Venezuela được bổ nhiệm vào trong Nội các.
Năm 1968, Tổng thống Raúl Leoni bổ nhiệm Bộ trưởng Bộ Phát triển Kinh tế, một vị trí mà bà giữ đến năm 1969.